# Confrérie des Pénitents blancs de Montpellier
La Confrérie des Pénitents blancs de Montpellier est une association catholique essentiellement composée de laïcs. Son siège se trouve à Montpellier dans la chapelle Sainte-Foy.

## Généralités
Les confréries de Pénitents sont des associations catholiques dont les membres, appelés frères ou sœurs, sont essentiellement des laïcs.
Les Pénitents ne sont pas un ordre religieux, chaque confrérie est indépendante des autres et est soumise à l'autorité de l'évêque du lieu. Pour autant, il existe de nombreuses similitudes entre les différentes confréries dont les membres se réunissent régulièrement pour pratiquer la prière et la charité. Certaines confréries sont uniquement masculines, d'autres uniquement féminines, mais la plupart sont mixtes, comme c'est le cas des Pénitents blancs de Montpellier. On retrouve des confréries de Pénitents ou de Miséricorde (Pénitents noirs) en Espagne, dans le sud de la France, à Monaco, en Italie mais aussi dans les Balkans, en Belgique, en Pologne, en Suisse et sur le continent américain.
Montpellier compte deux confréries de Pénitents, les blancs et les bleus. La « dévote et respectable Confrérie des Pénitents blancs de Montpellier » est placée sous l'invocation du Saint Esprit, la protection de la Vierge Marie, dédiée spécialement à sainte Foy et consacrée au Sacré Cœur. Sa devise est Spiritus Sanctus ubi vult spirat (L'Esprit Saint souffle où il veut). Sous sa forme actuelle c'est une association loi de 1901, reconnue d'utilité publique. Son siège est sa chapelle, située au no 14 de la rue Jacques Cœur. De nos jours ses principales missions sont :
- la prière : les Pénitents font dire régulièrement des messes[8], organisent des Adorations du Saint-Sacrement et des Chemins de Croix dans leur chapelle. Ils prient plusieurs fois par jour, où qu'ils soient, selon un manuel de prière spécifique ;
- l'entretien et la restauration de la chapelle Sainte-Foy, propriété de l'association ;
- l'entretien et la restauration des 14 croix publiques de Montpellier dont la confrérie est soit propriétaire, soit locataire pour 99 ans[9] ;
- l'accompagnement au cimetière des membres de la Confrérie et de ceux qui lui en font la demande ;
- l'aide à différentes organisations caritatives.

La Confrérie compte 49 membres, hommes et femmes, de 25 à 103 ans. Tous ses officiers sont élus pour un an renouvelable. Elle est dirigée par le premier d'entre eux, le  prieur, le plus souvent laïc, et par un Conseil de direction de douze membres. Comme dans toute association, certaines fonctions, appelées dans ce cas offices, sont confiées à des membres élus, les officiers. Citons entre autres le trésorier, le maître des Cérémonies, le secrétaire, le ponctuateur (maître de chœur), l'archiviste et les syndics chargés de missions particulières.
Une association regroupe, sur la base du volontariat, toutes les confréries de Pénitents de France et de Monaco, il s'agit de la Maintenance des Pénitents de France. Une nouvelles structure fédère les Pénitents au niveau international, c'est le Forum Omnium Gentium Confraternitatum.

## La chapelle des Pénitents blancs de Montpellier

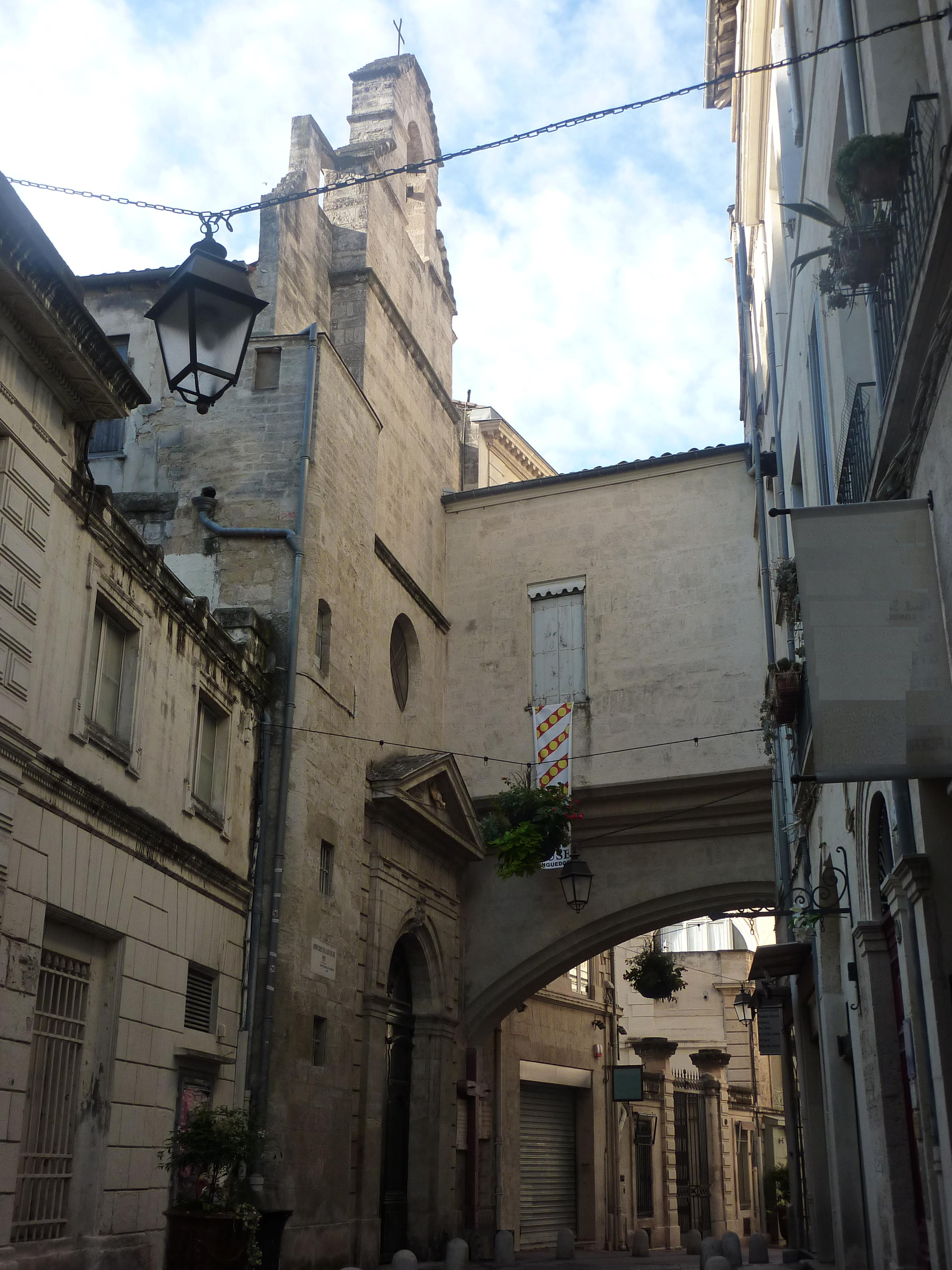
Façade de la chapelle au no 14 rue Jacques Cœur, à Montpellier

La chapelle Sainte-Foy est le siège de la Confrérie des Pénitents blancs de Montpellier depuis 1518. Citée pour la première fois en 1228, elle fut construite un peu avant, vraisemblablement au XIIe siècle. Mais nous ne connaissons pratiquement rien de l'aspect de la chapelle à cette époque car elle fut détruite lors des guerres de Religion. 
Rendue à la Confrérie après le siège de la ville par Louis XIII en 1622, la chapelle Sainte-Foy fut reconstruite entre 1623 et 1626. Elle présente notamment un important plafond à caisson du XVIIe siècle. Les murs furent couverts de lambris en bois doré dus à l'architecte Augustin-Charles d'Aviler entre 1697 et 1706. Dans sa partie haute, des dessus de portes figurant des angelots alternent avec des médaillons, le tout peint par Antoine Ranc et son atelier à la fin du XVIIe siècle. La partie basse de ces lambris est garnie de peintures réalisées au début du XIXe siècle pour remplacer celles disparues durant la Révolution française. Le tambour de style rocaille et le portail d'entrée furent posés en 1747. Il présente des sculptures d'une grande finesse.
La chapelle des Pénitents blancs de Montpellier fait l'objet d'un classement au titre des monuments historiques par arrêté du 17 février 1995.

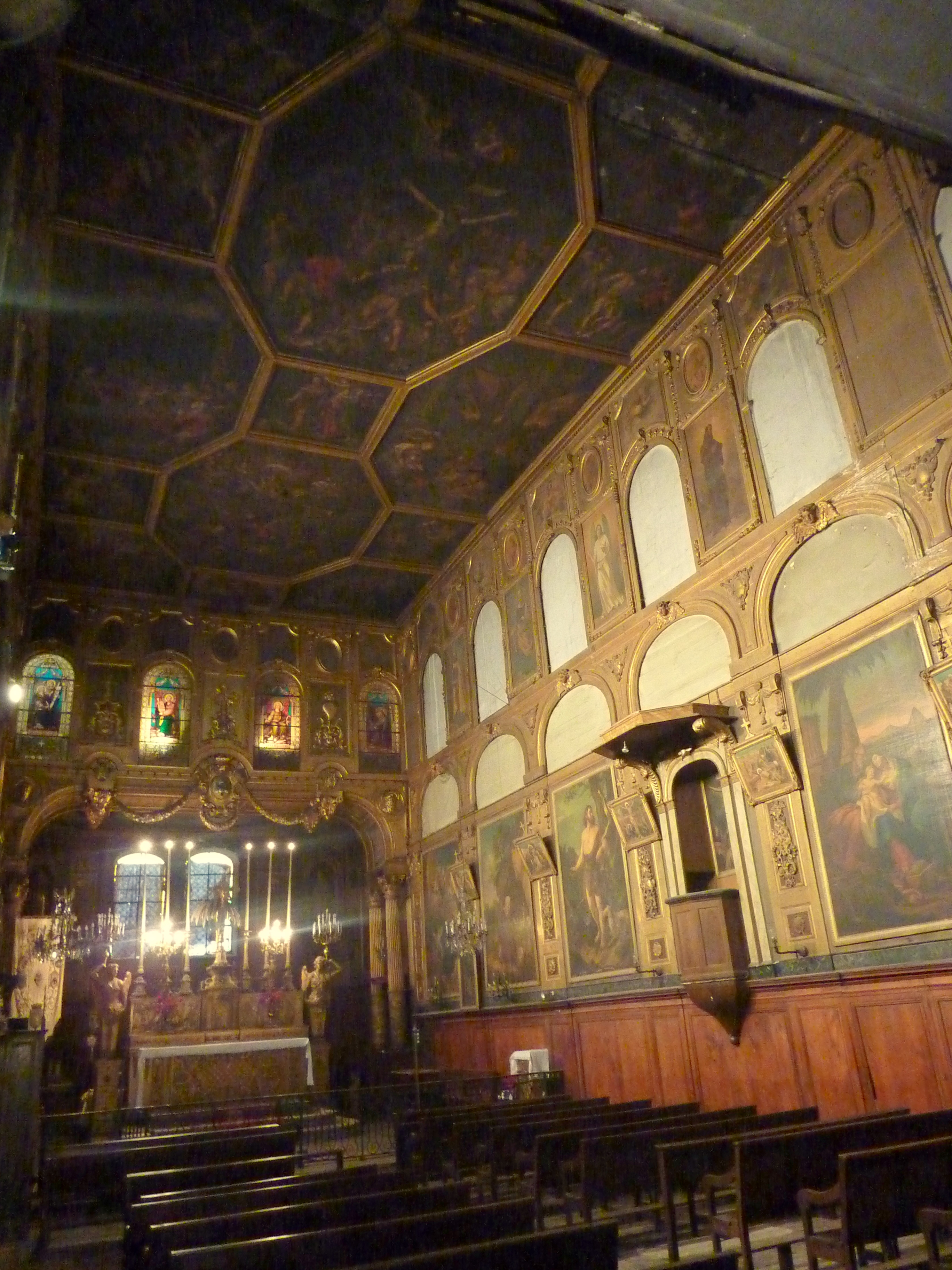
Intérieur de la chapelle

## Histoire de la Confrérie
Ce type de confrérie, ou sodalité, est né au Moyen Âge de la volonté de laïcs de se rapprocher de la régularité de prière communautaire des moines tout en continuant à mener une vie de famille et une activité professionnelle. Elles furent reconnues par les autorités religieuses et notamment les Papes Honorius III, Grégoire X et Nicolas IV.
Selon une ancienne tradition orale, les Pénitents blancs de Montpellier auraient été fondés au XIIIe siècle à la suite d'un voyage, hypothétique, de saint François d'Assise. Mais les archives médiévales de la confrérie ayant été détruites durant les Guerres de religion, son existence n'est avérée qu'à partir de 1517 où elle prend sa forme actuelle et s'installe dans la chapelle Sainte-Foy avant 1568.
En 1568, la confrérie vit sa chapelle détruite et fut chassée de la ville. Elle n'en continua pas moins, parfois dans la clandestinité, ses exercices pieux. La Confrérie trouva alors refuge dans la grotte de la vestiairie, place de la Canourgues, avant de rebâtir la chapelle de la Sainte-Croix située au-dessus en 1609. Mais cette dernière fut à son tour détruite en 1621 et les Pénitents interdits. Revenue à partir de 1623 dans les ruines de son ancienne chapelle-Sainte Foy, la Confrérie connaîtra un important développement se chargeant des obsèques de ses membres et des pauvres de la ville, de l'assistance aux malades par des visites fréquentes, ainsi que de l'accompagnement des condamnés à mort au XVIIIe siècle. C'est aussi à cette époque, en 1758, que des femmes furent inscrites en grand nombre sur les registres de la Confrérie. En fait le terme de sœur employé dans les livres comptables dès 1627 laisse à penser que la Confrérie était mixte depuis l'origine, mais que les mentalités de l'époque rendaient difficile leur admission officielle.
Toujours au XVIIIe siècle, la Confrérie des Pénitents blancs de Montpellier fut prise comme modèle par nombre de confréries voisines qui s'y affilièrent. Cet ensemble compta plus de 70 compagnies affiliées. En 1789, afin de poursuivre son activité funéraire, la Confrérie acheta aux religieux de Notre-Dame-de-la-Merci leur chapelle Sainte-Eulalie dotée de nombreux caveaux. Distribuant de la nourriture ou des aides en argent, la confrérie affirma son rôle social. En dépit de la présence constante de nombreux petits employés, commis ou apprentis, certaines catégories étaient sur représentées dans la Confrérie, notamment les magistrats de la Cour des Comptes Aides et Finances, les médecins et à partir de 1770, les officiers des régiments en poste dans la ville. Cette forte présence des élites était indispensable à l'équilibre économique de la Confrérie qui fonctionnait comme une mutuelle. Mais au milieu du XVIIIe siècle, cela aboutit à une dérive mondaine, voire affairiste de la Confrérie qui grandit jusqu'à la démesure. Ainsi certains prieurs furent-ils choisis pour le prestige qu'ils apportaient à la Confrérie, la direction effective revenant alors au sous prieur. Profondément divisée sur les « idées nouvelles » et surtout par la question de la Constitution civile du clergé au début de la Révolution française, la confrérie fut dissoute 1792 et sa chapelle vendue comme bien national en 1793. Nombre de Pénitents de Montpellier, blancs et bleus, furent exécutés sous la Terreur.
Mais dès 1797, les Pénitents blancs se réunissent dans une semi-clandestinité pour reprendre leurs prières. Ils sont rejoints par d'autres catholiques, dont des Pénitents bleus, pour former la société des amis réunis. Puis en 1801, la confrérie revient dans sa chapelle qu'elle loue puis rachète et restaure en 1805. Elle reprend ses activités de charité, ce qui va amener à la fin du siècle à la création d'une Société de secours mutuels, la Sainte-Foy, qui deviendra une mutuelle de santé au XXe siècle.
Entre 1880 et 1920, frappées par l'interdiction des processions publiques voilées et la municipalisation des funérailles, beaucoup de Confréries de Pénitents disparurent faute d'un recrutement suffisant. Grâce notamment à l'aide du cardinal de Cabrières, évêque de Montpellier, les Pénitents blancs de Montpellier traversèrent cette période de crise. Ils donnèrent aussi asile à différentes associations catholiques. Lors de sa disparition, la Confrérie de la Vraie Croix de Montpellier institua les Pénitents blancs comme leurs héritiers, leur léguant leurs archives remontant au XIIIe siècle et une relique de la Vraie-Croix ramenée de croisade par le bienheureux Guilhem VI de Montpellier. C'est dans la droite ligne de cette dévotion qu'à partir de 1928 la Confrérie va se charger de l'entretien et de la restauration des croix publiques de la ville. C'est cette année-là que la Confrérie va adhérer à l'Archiconfrérie des Pénitents du Gonfalon de Rome.

## La tenue du Pénitent
La couleur blanche de la tenue évoque la pureté, le baptême et la lumière de l'Esprit-Saint. L'habit des Pénitents comprend trois éléments principaux :
- Le sac ou saq, tunique à manche longue, vient couvrir les habits mettant tous les frères et sœurs au même niveau quel que soit leur rang social. Il trouve son origine dans l'habit de deuil des Hébreux. C'est aussi la raison d'être des dentelles qui viennent cacher les mains des frères car elles pourraient distinguer les travailleurs manuels[37]. Cette tenue comprend aussi aujourd'hui une cape, souvenir du manteau porté l'hiver par les visiteurs des malades ;
- La discipline, ceinture de corde nouée se terminant par une partie en macramé. Elle rappelle l'humilité et l'obéissance ;
- La cagoule vient masquer le visage, symbole d'humilité et d'égalité, l'homme disparaissant au profit du Pénitent. Aujourd'hui la cagoule n'est plus portée sur le visage mais rabattue dans le dos.

L'identité est publique, la liste des Pénitents est depuis toujours affichée dans la chapelle.

## Quelques Pénitents blancs de Montpellier célèbres

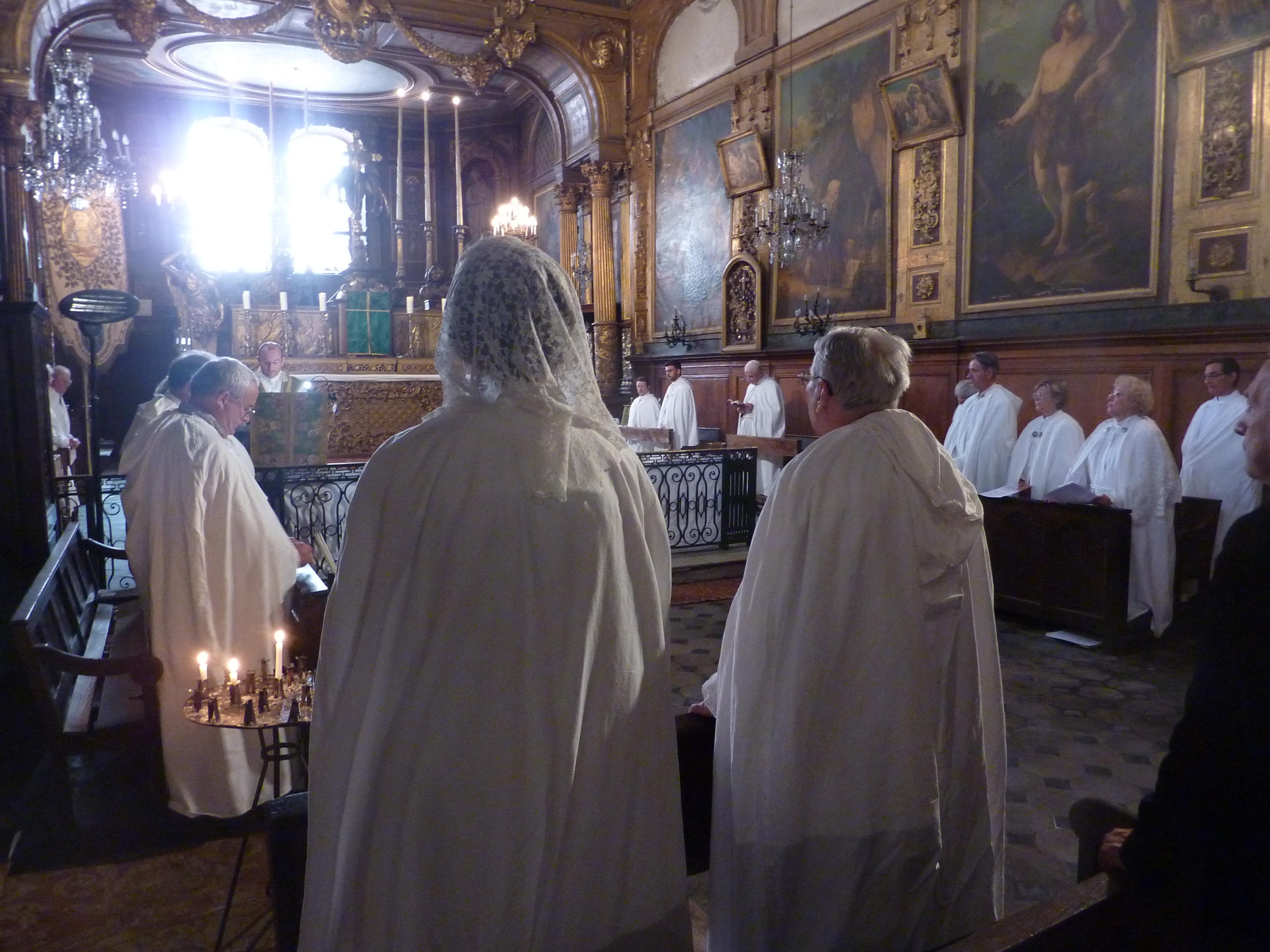
Messe dans la chapelle des Pénitents blancs.

Nombre de Pénitents ont marqué l'histoire, en voici quelques exemples, parmi tant d'autres, par ordre d'admission dans la Confrérie : François Chicoyneau, François Gigot de Lapeyronie, Henri Haguenot qui construisit l'Hôtel Haguenot, Henri Pitot, Mathieu Dumas dit le Baron Dumas, la duchesse Matignon de Fitz-James, le maréchal Charles O'Brien de Thomond, le cardinal Charles Antoine de La Roche-Aymon, Jean-Jacques Régis de Cambacérès, le cardinal Étienne Hubert de Cambacérès, son frère, Charles-Maurice de Monaco comte de Valentinois, Marie-Catherine Brignole princesse de Monaco, Antoine-Louis Séguier, la princesse Radziwiłł, le cardinal Anatole de Cabrières, Henri de Carrion-Nizas, les félibres Albert Arnavielle et Frédéric Mistral… 
Ainsi les plus grands noms ont toujours côtoyé les couches populaires, petits artisans, apprentis, journaliers, au sein de la Confrérie, c'est l'une des spécificités de ses sodalités. C'était aussi une nécessité économique pour que les plus riches puissent aider les plus pauvres. En revanche les postes de direction étaient majoritairement aux mains des magistrats de la Cour des Comptes Aides et Finances sous l'Ancien Régime, puis de la noblesse au XIXe siècle.

## Sources et références
Sources
- Archives de la Confrérie des Pénitents blancs de Montpellier, conservées au siège de la Confrérie.
- Manuel de prière à l'usage des Pénitents blancs de Montpellier, Montpellier, Confrérie des Pénitents blancs de Montpellier, 2011

Références
1. ↑  Des prêtres, des clercs ou des religieux peuvent faire partie d'une Confrérie, mais ce type d'association est principalement prévu pour les laïcs.
2. ↑  Dans le cas de la Confrérie des Pénitents blancs de Montpellier cette autorité est reconnue dans le règlement intérieur de la Confrérie. Cette dernière est donc soumise aux règles civiles mais aussi aux prescriptions du droit canon et au règlement diocésain
3. ↑  Il y eut aussi une confrérie de Pénitents gris à Montpellier, mais on perd sa trace au début du XVIIe siècle
4. ↑  Le premier nom connu de la Confrérie fut « La dévotte Compagnie des Pénitens blancs du benoist Sainct Esprit ». C'est à partir du XVIIIe siècle que l'on trouve le titre de « dévote et respectable »
5. ↑  Cette double référence est mentionnée dès 1602 dans la copie des statuts de la Confrérie datés de 1517.
6. ↑  Association déclarée en Préfecture le 28 décembre 1901
7. ↑  Les missions de la Confrérie sont définies par ses statuts, son règlement intérieur et les différentes missions qui lui sont confiées par les autorités civiles (sur le plan patrimonial) et religieuses
8. ↑  Actuellement la chapelle se trouve sur le territoire de la paroisse cathédrale à Montpellier
9. ↑  Les baux ont été conclus soit avec la Mairie de Montpellier, soit avec des propriétaires privés.
10. ↑  Chiffre au mois de juillet 2013 tiré du catalogue de la Confrérie.
11. ↑  Ce titre désigne un pénitent qui a une fonction particulière et pérenne, un office, dans la Confrérie. Les offices sont définis par le règlement intérieur et les statuts.
12. ↑  ou en cas d'absence par un sous-prieur
13. ↑  Honorius III promulgua le Memoriale Propositi en 1221, donnant une règle commune aux confréries de pénitence
14. ↑  C'est saint Bonaventure, très proche de Grégoire X qui donnera ces premiers statuts à la Confrérie des Pénitents du Gonfalon de Rome en 1267. Légat du Pape lors du concile de Lyon, il aurait aussi fondé en 1274 la Confrérie des Pénitents de cette ville.
15. ↑  Il placera les confréries de pénitents, de droit diocésain, sous l'autorité de l'ordre franciscain afin de favoriser le Tiers Ordre franciscain. Les confréries reviendront par la suite sous l'autorité épiscopale.
16. ↑  Aux vues de la pauvreté des sources anciennes, il est très difficile de différencier un Tiers-ordre franciscain d'une éventuelle confrérie de Pénitents voilée.
17. ↑  Les archives anciennes de la Confréries disparurent lors de la destruction de sa seconde chapelle, située place de la Canourgues, en 1621. Seul le cahier de 1602 en cours de rédaction y échappa.
18. ↑  La dévote et respectable Confrérie des Pénitents blancs depuis sa fondation jusqu'en 1793, Chn F. Saurel p. 12
19. ↑  Le plus ancien registre des délibérations qui nous soit parvenu reprend en préambule intégralement les statuts de 1517 qui existaient encore à l'époque.
20. ↑  Cette chapelle ne fut jamais reconstruite et les Pénitents firent édifier une croix à cet emplacement
21. ↑  Qu'elle avait dû quitter en 1568
22. ↑  Si l'on se réfère à des exemples comparables mieux documentés, la Confrérie étaient déjà vraisemblablement mixte avant les Guerres de religion.
23. ↑  À la fin du XVIe siècle des Protestants demandèrent l'interdiction de la Confrérie car des hommes et des femmes pouvaient s'y côtoyer. Par la suite, le rigorisme des jansénistes, très présents à Montpellier, rendirent difficile l'inscription de femmes.
24. ↑  Après la Révolution, les femmes seront inscrites dans une Confrérie propre, les Pénitents blanches. Depuis le milieu du XXe siècle, les deux Confréries sont réunies.
25. ↑  Il s'agissait de lien d'entraide et d'amitié sans règlement impératif contrairement à un ordre religieux.
26. ↑  Certains ne sont même jamais venu à Montpellier et ne font qu'accepter la nomination. D'autres en revanche, bien qu'éloignés géographiquement, se tiennent régulièrement informés par courrier.
27. ↑  Les partisans des idées nouvelles occupèrent tous les postes de direction à partir de 1791, mais cela n’empêcha pas la disparition de la Confrérie dès 1792. Ce sont les conservateurs qui prirent alors le relais dans la clandestinité (cf. G. Teissier, La Confrérie des Pénitents blancs de Montpellier 1697-1880, p. 115 à 119, et liste des membres de la Société des amis réunis, archives de la Confrérie)
28. ↑  Vente par adjudication à Étienne Cairoche, le 22 mars 1793 (Archives du département de l’Hérault)
29. ↑  Ils se réunissent le dimanche dans l'ancienne chapelle des Cordeliers, juste au-dessus de la dépouille de Charles Bonaparte, le père de Napoléon.
30. ↑  Les documents comptables de cette société sont aujourd'hui conservés dans les archives des Pénitents blancs. Les documents privés portent soit les deux en-tête soit uniquement celle de la Confrérie
31. ↑  Elle n'a plus aujourd'hui de rapport avec la Confrérie et fait partie d'un regroupement de mutuelles.
32. ↑  Importantes sources de revenus et devenues les deux missions principales de nombreuses Confréries surtout en milieu rural
33. ↑  Guy Laurens, Les Confréries de Pénitents en Bas-Languedoc
34. ↑  Confrérie de Notre-Dame du Saint Rosaire, la société maternelle chargée d'aider les mères en difficulté, une chapelle pour l'orphelinat St Joseph et l'accueil de l'aumônerie militaire pour ses grandes fêtes
35. ↑  Elle existait depuis le XIIIe siècle. Elle n'avait pas réussi à retrouver son importance après la Révolution.
36. ↑  C'est ce qu'indique les archives de cette confrérie, mais elle n'a pas été authentifiée par les autorités religieuses
37. ↑  Les dentelles avaient été préférées au gants trop onéreux à l'époque
38. ↑  Elle l'est actuellement dans la sacristie, en attendant la restauration de l'ancien tableau des confrères et des consœurs